# John Dutton Frost
John Dutton Frost (Pune, India, 31 de diciembre de 1912 - 21 de mayo de 1993) fue un militar del Reino Unido, destacado por su participación en la Operación Market Garden en 1944, en la Segunda Guerra Mundial, sirviendo como teniente coronel en la 1.ª División Aerotransportada Británica. Encabezando al 2.º Batallón de Paracaidistas al frente de 600 hombres, tomó la parte norte del puente de Arnhem sobre el río Rin. Frost tuvo que rendirse después de cuatro días de lucha, pues los refuerzos planeados nunca pudieron llegar.
Fue hecho prisionero, y liberado en 1945 por tropas británicas. Su carrera militar duró hasta su retiro en 1968.
Su coraje y en general su figura son un ejemplo a seguir, y de referencia dentro del cuerpo de paracaidistas británicos.
En su honor, el puente en disputa fue rebautizado Puente John Frost, en 1978. Frost fue interpretado 
por el actor británico sir Anthony Hopkins en la película A Bridge Too Far, que cuenta la Batalla de Arnhem.